# Dialectica carcharota
Dialectica carcharota är en fjärilsart som först beskrevs av Edward Meyrick 1912.  Dialectica carcharota ingår i släktet Dialectica och familjen styltmalar.
Artens utbredningsområde är:
- Etiopien.
- Zimbabwe.

Inga underarter finns listade i Catalogue of Life.